# Teyfuq Abdul
Teyfuq Amitovici Abdul (în tătară crimeeană Teyfuq Amit oğlu Abdul; n. 11/24 decembrie 1915, Partenit, municipiul Alușta⁠(d), Republica Autonomă Crimeea, Ucraina – d. 18 martie 1945, Grodków, Voievodatul Opole, Polonia) a fost un erou al Uniunii Sovietice tătar crimeean, care a servit în postul de comandant al batalionului 2 al Regimentului 175 Pușcași de Gardă în timpul celui de-al Doilea Război Mondial.

## Tinerețea
Abdul s-a născut în 1915 într-o familie de țărani tătari crimeeni din satul Partenit înainte de constituirea Uniunii Sovietice. Mulți membri ai familiei sale erau veterani ai Războiului Ruso-Japonez. După ce a absolvit opt ani de școală în localitatea natală, a urmat cursurile Colegiului Pedagogic din Ialta, pe care le-a absolvit în 1935, și mai târziu cursurile Institutului Pedagogic Crimeean „M.V. Frunze”. În 1935 a început să lucreze ca profesor de școală și mai târziu a devenit director al unei școli în timp ce-și continua încă studiile la institutul pedagogic. După absolvirea institutului în 1939, a fost înrolat în Armata Roșie în luna noiembrie.

## Al Doilea Război Mondial
După ce a fost mobilizat în Armata Roșie, a urmat cursurile Școlii de Infanterie din Oriol înainte de a fi trimis pe front, odată cu declanșarea invaziei germane în Uniunea Sovietică, cu gradul de sublocotenent în cadrul Regimentului 412 Pușcași. A participat la luptele de pe fronturile de Vest, de pe Don, de Sud-Vest și din Stepă. A fost de două ori rănit grav în a doua jumătate a anului 1941, iar până la sfârșitul anului 1941 a fost promovat în postul de comandant de batalion. După absolvirea cursului de pușcași de elită în 1942, a continuat să servească în postul de comandant de batalion până când a fost rănit grav din nou în luna decembrie. În același an a devenit membru al Partidului Comunist al Uniunii Sovietice.
După ce s-a refăcut de pe urma rănilor într-un spital militar, s-a reîntors pe front cu gradul de căpitan și a participat la Bătălia de pe Nipru de pe Frontul din Stepă în calitate de comandant al Batalionului 2 Pușcași din Regimentul 175 Pușcași de Gardă al Diviziei 58 Pușcași de Gardă din Armata a 57-a. La 26 septembrie 1943 Abdul și-a condus batalionul peste Nipru printr-un paravan de fum și a capturat unul dintre primele capete de pod, care se întindea de pe fâșia de pământ din apropierea satului Verhnedneprovsk până la mica insulă Pușkarevski. Au reușit să păstreze capul de pod câteva zile, permițând trecerea peste Nipru a forțelor principale ale regimentului peste râu și distrugând cantități mari de echipament inamic și de personal inamic în acest proces. După ce a asigurat trecerea trupelor regimentului în septembrie 1943, a fost din nou rănit în luptă și internat în spital. În timp ce se afla în spital, a întâlnit-o pe locotenentul de gardă Maria Stepanova Kocina, cu care s-a căsătorit curând.
Pentru succesul său în asigurarea trecerii regimentului peste Nipru, a fost decorat cu Ordinul Lenin și declarat erou al Uniunii Sovietice la 20 decembrie 1943. La întoarcerea sa pe front, a luat parte la ofensivele Lvov-Sandomierz, Vistula – Oder și din Silezia, iar în 1944 a fost numit comandant adjunct al Regimentului 178 Pușcași de Gardă. Membrii familiei sale au fost deportați în Asia Centrală pentru că erau tătari crimeeni după ce Armata Roșie a preluat controlul asupra Crimeei; statutul său de erou de război nu i-a salvat mama și surorile de acuzația de trădare din cauza originii lor etnice, iar Teyfuq a aflat de tratamentul la care au fost supuse de către Armata Roșie în scrisorile care i-au fost trimise, dar a continuat să creadă în cauza sovietică. La 18 martie 1945 a fost ucis în luptă în cursul Ofensivei din Silezia Superioară și a fost îngropat pe Dealul Gloriei din Liov. Cuvântul de rămas bun la înmormântarea sa a fost rostit de mareșalul Konstantin Rokosovski. Soția sa Maria nu primise o scrisoare de la el din martie 1945 și a fost anunțată cu privire la moartea lui abia în 1948, când a primit o scrisoare de la președintele Sovietului Suprem că soțul ei a fost ucis în acțiune. O stradă din Simferopol a fost numită în cinstea sa și un obelisc în cinstea sa a fost construit în Crimeea în 2014.

## Decorații
- Erou al Uniunii Sovietice (20 decembrie 1943)
- Ordinul Lenin (20 decembrie 1943)
- Ordinul Steagul Roșu (24 martie 1945)
- Ordinul Războiului Patriotic clasa I (6 august 1943)
- Ordinul Războiului Patriotic clasa a II-a (4 noiembrie 1943)